# Gustaf Fahl
Gustaf Georg-Gillis Fahl, född 27 maj 1960 i Eksjö församling i Jönköpings län, är en svensk militär.
Gustaf Fahl tog officersexamen 1983 och blev samma år fänrik vid Bohusläns regemente, där han 1986 befordrades till löjtnant. Han tjänstgjorde senare vid Livgardesbrigaden och befordrades 1993 till major.
Efter att ha befordrats till överstelöjtnant var han 2006–2007 chef för Materielanskaffningssektionen i Genomförandeavdelningen, materiel i Produktionsstaben i Högkvarteret.
Efter befordran till överste var han under 2010 chef för den svenska kontingenten i Afghanistan, chef för Göta ingenjörregemente 2011–2013 och chef för Markstridsskolan 2013–2015. Han var ställföreträdande chef för Försvarsmaktens logistik i Högkvarteret 2015–2017 och tjänstgör från och med den 1 april 2017 vid Försvarets materielverk.